# 五智
五智，密教金剛界将一切成就诸佛菩萨的智慧分为五种，为法身佛大日如来所具足，称为“五智”；并以五智配于金刚界和胎藏界之五方佛、五部、五色等，称之为五智如来、五智如来色。

## 分述
五智分别是：法界体性智、大圆镜智、平等性智、妙观察智与成所作智，以法界体性智爲中央大日如来之智，其他四智也是由此化育。雲棲蓮池《彌陀疏鈔》：「智覺云：『總持教中，說三十七佛，皆毗盧遮那一佛所現。謂遮那內心，證自受用，成於五智。自當中央法界清淨智。次從四智，流出四方四如來。其妙觀察智，流出西方極樂世界無量壽如來。』則一佛而雙二土也。」</ref>
五方佛各有不同的方位、顏色、手印、坐騎等，代表了五種智慧、降服五毒的功德。
- 「法界體性智」 （dharmadhātu-viśuddhi-jñāna），由中央毗盧遮那佛象徵；
- 「大圓鏡智」（ādarśa-jñāna），由東方阿閦佛象徵；
- 「妙觀察智」（pratyavekṣaṇā-jñāna），由西方阿彌陀佛象徵；
- 「平等性智」（samatā-jñāna），由南方寶生佛象徵；
- 「成所作智」（kṛtyānuṣṭhāna-jñāna），由北方（西班牙语：Prakuta）不空成就佛象徵。